# (1260) Walhalla
(1260) Walhalla est un astéroïde de la ceinture principale découvert le 29 janvier 1933 par l'astronome allemand Karl Wilhelm Reinmuth. Le lieu de découverte est Heidelberg (024). Sa désignation provisoire était 1933 BW. Sa distance minimale d'intersection de l'orbite terrestre est de 1,501040 ua.
Son nom provient du temple Walhalla sur le bord du Danube.